# Копельман Наум
Наум Копельман (інколи Коппельман; 1881—1944) — російський і литовський шахіст єврейського походження.

## Життєпис
Навчався в петербурзькому Політехнічному інституті. Імовірно, в той час уже був знайомий із шахістом Петром Романовським, що також там навчався.
Брав участь у побічному турнірі в рамках Німецького шахового конгресу 1914 року в Мангаймі. Турнір перервали в серпні через те, що Німеччина оголосила Росії війну (див. Перша світова війна). Російських гравців, як громадян ворожої держави, інтернували. Серед них Олександр Алехін, Федір Богатирчук, Юхим Боголюбов, Александр Флямберґ, Н. Копельман, П. Романовський та інші. Копельман виступив спонсором тренувального матчу Богатирчук — Романовский (+2 –0 =2) у Баден-Бадені. Восени 1914 року повернувся в Росію, грав у петербурзькому турнірі взимку 1914/15 років (перемогли І. Голубєв і О. Ільїн). Узяв участь у відборі до першого чемпіонату Радянської Росії 1920 року, але не пройшов до фіналу.
Відтак переїхав до Литви. Виступав за збірні Литви та окремих міст у міжнародних матчах (під прізвищем Kopelmanas за правилами литовської мови). У листуванні П. Романовського та А. Моделя загадано, що станом на 1940 рік Копельман мешкав у Каунасі по вулиці Kęstučio, 30. 4 червня 1941 року в цьому місті провели консультаційну партію між Давидом Ойстрахом (скрипаль) і Повіласом Таутвейшасом (шахіст) проти Владаса Мікенаса і Наума Копельмана (шахісти). Перемогли Ойстрах і Таутвейшас.
Загинув під час німецької окупації (див. Голокост; Каунаський погром), як і більшість євреїв Каунасу.